# Championnats d'Europe de natation 1977
Navigation
Édition précédente Édition suivante
La 14e édition des Championnats d'Europe de natation se déroule du 14 au 21 août 1977 à Jönköping en Suède. Le pays accueille pour la première fois de son histoire cet événement organisé par la Ligue européenne de natation. Quatre disciplines de la natation — natation sportive, natation synchronisée, plongeon et water polo — figurent au programme, composé de 37 épreuves.

## Tableau des médailles
| Rang  | Nation               | Or | Argent | Bronze | Total |
| ----- | -------------------- | -- | ------ | ------ | ----- |
| 1     | Allemagne de l'Est   | 16 | 11     | 7      | 34    |
| 2     | Union soviétique     | 7  | 9      | 7      | 23    |
| 3     | Allemagne de l'Ouest | 7  | 2      | 4      | 13    |
| 4     | Hongrie              | 3  | 1      | 1      | 5     |
| 5     | Royaume-Uni          | 2  | 1      | 5      | 8     |
| 6     | Pays-Bas             | 1  | 6      | 2      | 9     |
| 7     | Tchécoslovaquie      | 1  | 1      | 0      | 2     |
| 8     | Italie               | 0  | 3      | 3      | 6     |
| 9     | Suède                | 0  | 1      | 3      | 4     |
| 10    | Yougoslavie          | 0  | 1      | 1      | 2     |
| 11    | Danemark             | 0  | 1      | 0      | 1     |
| 12    | Suisse               | 0  | 0      | 3      | 3     |
| 13    | Roumanie             | 0  | 0      | 1      | 1     |
| Total | Total                | 37 | 37     | 37     | 111   |

## Natation

### Tableau des médailles en natation
| Rang  | Nation               | Or | Argent | Bronze | Total |
| ----- | -------------------- | -- | ------ | ------ | ----- |
| 1     | Allemagne de l'Est   | 13 | 10     | 6      | 29    |
| 2     | Allemagne de l'Ouest | 7  | 2      | 4      | 13    |
| 3     | Union soviétique     | 6  | 7      | 4      | 17    |
| 4     | Hongrie              | 2  | 1      | 1      | 4     |
| 5     | Tchécoslovaquie      | 1  | 1      | 0      | 2     |
| 6     | Pays-Bas             | 0  | 4      | 2      | 6     |
| 7     | Italie               | 0  | 2      | 2      | 4     |
| 8     | Suède                | 0  | 1      | 3      | 4     |
| 9     | Danemark             | 0  | 1      | 0      | 1     |
| 10    | Royaume-Uni          | 0  | 0      | 5      | 5     |
| 11    | Roumanie             | 0  | 0      | 1      | 1     |
| 11    | Yougoslavie          | 0  | 0      | 1      | 1     |
| Total | Total                | 29 | 29     | 29     | 87    |

### Résultats

#### Hommes
| Épreuve           | Or                                                                                | Argent                                                                      | Bronze                                                                      |
| Nage libre        |                                                                                   |                                                                             |                                                                             |
| 100 m libre       | Peter Nocke (FRG)                                                                 | Vladimir Bure (URS)                                                         | Marcello Guarducci (ITA)                                                    |
| 200 m libre       | Peter Nocke (FRG)                                                                 | Andreï Krylov (URS)                                                         | Marcello Guarducci (ITA)                                                    |
| 400 m libre       | Sergey Rusin (URS)                                                                | Frank Wennmann (FRG)                                                        | Frank Pfütze (GDR)                                                          |
| 1500 m libre      | Vladimir Salnikov (URS)                                                           | Valentin Parinov (URS)                                                      | Borut Petrič (YUG)                                                          |
| Dos               |                                                                                   |                                                                             |                                                                             |
| 100 m dos         | Mikoslav Rolko (TCH)                                                              | Zoltán Verrasztó (HUN)                                                      | Klaus Steinbach (FRG)                                                       |
| 200 m dos         | Zoltán Verrasztó (HUN)                                                            | Mikoslav Rolko (TCH)                                                        | Jan Thorell (SWE)                                                           |
| Brasse            |                                                                                   |                                                                             |                                                                             |
| 100 m brasse      | Gerald Mörken (FRG)                                                               | Giorgio Lalle (ITA)                                                         | Walter Kusch (FRG)                                                          |
| 200 m brasse      | Gerald Mörken (FRG)                                                               | Arsens Miskarovs (URS)                                                      | Walter Kusch (FRG)                                                          |
| Papillon          |                                                                                   |                                                                             |                                                                             |
| 100 m papillon    | Roger Pyttel (GDR)                                                                | Pär Arvidsson (SWE)                                                         | John Mills (GBR)                                                            |
| 200 m papillon    | Michael Kraus (FRG)                                                               | Roger Pyttel (GDR)                                                          | Pär Arvidsson (SWE)                                                         |
| Quatre Nages      |                                                                                   |                                                                             |                                                                             |
| 200 m 4 nages     | András Hargitay (HUN)                                                             | Andreï Smirnov (URS)                                                        | Aleksandr Sidorenko (URS)                                                   |
| 400 m 4 nages     | Sergey Fesenko (URS)                                                              | Andreï Smirnov (URS)                                                        | Czaba Sós (HUN)                                                             |
| Relais            |                                                                                   |                                                                             |                                                                             |
| 4 × 100 m libre   | Allemagne de l'Ouest Klaus Steinbach Andreas Schmidt Jürgen Könnecker Peter Nocke | Italie Roberto Pangaro Paolo Revelli Paolo Sinegaelia Marcello Guarducci    | Union soviétique Vladimir Bure Sergey Labso Sergueï Kopliakov Andreï Krylov |
| 4 × 200 m libre   | Union soviétique Vladimir Raskatov Sergey Rusin Sergueï Kopliakov Andreï Krylov   | Allemagne de l'Ouest Frank Wennmann Klaus Steinbach Peter Knust Peter Nocke | Allemagne de l'Est Rainer Strohbach Roger Pyttel Detlev Grabs Frank Pfütze  |
| 4 × 100 m 4 nages | Allemagne de l'Ouest Klaus Steinbach Gerald Mörken Michael Kraus Peter Nocke      | Allemagne de l'Est Lutz Wanja Gregor Arnicke Roger Pyttel René Pläschke     | Royaume-Uni James Carter Duncan Goodhew John Mills Martin Smith             |

#### Femmes
| Épreuve           | Or                                                                               | Argent                                                                            | Bronze                                                                     |
| Nage libre        |                                                                                  |                                                                                   |                                                                            |
| 100 m libre       | Barbara Krause (GDR)                                                             | Enith Brigitha (NED)                                                              | Petra Priemer (GDR)                                                        |
| 200 m libre       | Petra Thümer (GDR)                                                               | Barbara Krause (GDR)                                                              | Annelies Maas (NED)                                                        |
| 400 m libre       | Petra Thümer (GDR)                                                               | Annelies Maas (NED)                                                               | Barbara Krause (GDR)                                                       |
| 800 m libre       | Petra Thümer (GDR)                                                               | Annelies Maas (NED)                                                               | Marina Altmann (GDR)                                                       |
| Dos               |                                                                                  |                                                                                   |                                                                            |
| 100 m dos         | Birgit Treiber (GDR)                                                             | Ulrike Richter (GDR)                                                              | Kaire Indriksson (URS)                                                     |
| 200 m dos         | Birgit Treiber (GDR)                                                             | Ulrike Richter (GDR)                                                              | Carmen Bunaciu (ROU)                                                       |
| Brasse            |                                                                                  |                                                                                   |                                                                            |
| 100 m brasse      | Yuliya Bogdanova (URS)                                                           | Carola Nitschke (GDR)                                                             | Ramona Reinke (GDR)                                                        |
| 200 m brasse      | Yuliya Bogdanova (URS)                                                           | Susanne Nielsson (DEN)                                                            | Eva-Marie Håkansson (SWE)                                                  |
| Papillon          |                                                                                  |                                                                                   |                                                                            |
| 100 m papillon    | Andrea Pollack (GDR)                                                             | Christiane Knacke (GDR)                                                           | Ineke Ran (NED)                                                            |
| 200 m papillon    | Anett Fiebig (GDR)                                                               | Andrea Pollack (GDR)                                                              | Susan Jenner (GBR)                                                         |
| Quatre Nages      |                                                                                  |                                                                                   |                                                                            |
| 200 m 4 nages     | Ulrike Tauber (GDR)                                                              | Sabine Kahle (GDR)                                                                | Olga Klevakina (URS)                                                       |
| 400 m 4 nages     | Ulrike Tauber (GDR)                                                              | Sabine Kahle (GDR)                                                                | Sharron Davies (GBR)                                                       |
| Relais            |                                                                                  |                                                                                   |                                                                            |
| 4 × 100 m libre   | Allemagne de l'Est Birgit Treiber Birgit Wächtler Petra Priemer Barbara Krause   | Pays-Bas Ineke Ran Anja van de Bogaerde Annelies Maas Enith Brigitha              | Royaume-Uni Victoria Bullock Mary Houston Sharron Davies Cheryl Brazendale |
| 4 × 100 m 4 nages | Allemagne de l'Est Ulrike Richter Carola Nitschke Andrea Pollack Roswitha Krause | Union soviétique Kaire Indriksson Yuliya Bogdanova Olga Klevakina Larisa Tsaryova | Allemagne de l'Ouest Heike John Dagmar Rehak Karin Seick Jutta Meeuw       |

## Natation synchronisée
| Épreuve | Médaille d'or                         | Médaille d'argent                         | Médaille de bronze                      |
| Solo    | Jackie Cox (GBR)                      | Marijke Engelen (NED)                     | Renate Baur (SUI)                       |
| Duo     | Jackie Cox (GBR) Andrea Holland (GBR) | Helma Giuvers (NED) Marijke Engelen (NED) | Renate Baur (SUI) Liselotte Meyer (SUI) |
| Équipe  | Pays-Bas                              | Royaume-Uni                               | Suisse                                  |

## Plongeon
| Épreuve         | Médaille d'or          | Médaille d'argent            | Médaille de bronze       |
| Hommes          |                        |                              |                          |
| Tremplin de 3 m | Falk Hoffmann (GDR)    | Franco Cagnotto (ITA)        | Aleksandr Kosenkov (URS) |
| Haut vol à 10 m | Vladimir Aleynik (URS) | David Ambartsumyan (URS)     | Falk Hoffmann (GDR)      |
| Femmes          |                        |                              |                          |
| Tremplin de 3 m | Christa Köhler (GDR)   | Beate Rothe (GDR)            | Irina Kalinina (URS)     |
| Haut vol à 10 m | Margit Schöpke (GDR)   | Yelena Vaytsekhovskaya (URS) | Irina Kalinina (URS)     |

## Water polo
| Épreuve | Médaille d'or | Médaille d'argent | Médaille de bronze |
| Hommes  | Hongrie       | Yougoslavie       | Italie             |